# Кастро (Ломбардия)
Вижте пояснителната страница за други значения на Кастро.
Ка̀стро (на италиански: Castro; на ломбардски: Caster, Кастер) е село и община в Северна Италия, провинция Бергамо, регион Ломбардия. Разположено е на 200 m надморска височина, на западния бряг на езеро Изео. Населението на общината е 1282 души (към 2017 г.).